# David Wolf
David Alexander Wolf (Indianapolis, 23 augustus 1956) is een voormalig Amerikaans ruimtevaarder. Wolf zijn eerste ruimtevlucht was STS-58 met de spaceshuttle Columbia en vond plaats op 18 oktober 1993. Tijdens de missie werden er verschillende experimenten gedaan in de Spacelab module.
Wolf maakte deel uit van NASA Astronaut Group 13. Deze groep van 23 astronauten begon hun training in januari 1990 en werden in juli 1991 astronaut. In totaal heeft Wolf vier ruimtevluchten op zijn naam staan, waaronder missies naar het Internationaal ruimtestation ISS en een missie naar het Russische ruimtestation Mir. In totaal maakte Wolf zeven ruimtewandelingen.